# Shawn Christian
Shawn Patrick Christian es un actor estadounidense, más conocido por haber interpretado a Mike Kasnoff en la serie As the World Turns, a Ross Rayburn en la serie One Life to Live, a Johnny Durante en la serie Summerland y a Daniel Jones en la popular serie Days of Our Lives.

## Biografía
Se graduó de "Ferris State University" en Big Rapids, Michigan.
De joven recibió la medalla del congreso del mérito por el liderazgo excepcional en su comunidad.
El 18 de mayo de 1996 se casó con Deborah Quinn, con quien tuvo un hijo Kameron Christian en julio de 2000. La pareja se divorció en 2013.

## Carrera
En febrero de 1994 se unió al elenco principal de la serie As the World Turns donde interpretó al mecánico Michael "Mike" Kasnoff hasta marzo de 1997. posteriormente fue interpretado por los actores Mark Collier de julio de 2002 hasta enero de 2007 y nuevamente el 11 de noviembre de 2009, y por Jon Prescott del 2 de abril de 2008 hasta octubre del mismo año.
En 1999 apareció como invitado en la popular y exitosa serie Charmed donde dio vida a Josh, un estudiante graduado en historia arquitectónica de Berkeley que trabaja como profesor y que tiene una breve relación con Piper Halliwell (Holly Marie Combs).
En 2001 interpretó al reportero Adam Flynn en la serie Crossing Jordan.
Ese mismo año apareció como personaje recurrente en la serie C.S.I. donde interpretó al asesino y ladrón Chad Matthews quien vive bajo el alias de "Patrick Haynes" y que está casado con su hermana Amanda Matthews (Lisa Lackey) durante el episodio "Table Stakes".
El 11 de junio de 2002 se unió al elenco recurrente de la serie One Life to Live donde dio vida al criminal Ross Rayburn, el hermano de Elijah Clarke (Matt Walton), hasta el 17 de septiembre de 2002. Posteriormente Ross fue interpretado por los actores Michael Lowry del 28 de agosto de 2009 al 29 de abril de 2010 y por Billy Warlock en del 27 de agosto de 2010 hasta el 8 de octubre del mismo año.
Ese mismo año se unió al elenco recurrente de la serie Birds of Prey donde interpretó a Wade Brixton, el consejero de New Gotham High, hasta 2003 después de que su personaje fuera asesinado por Harley Quinn (Mia Sara) para castigar a Barbara Gordon (Dina Meyer).
En 2004 se unió al elenco principal de la serie Summerland donde interpretó a Johnny Durante, el exnovio de Ava Gregory (Lori Loughlin), hasta el final en 2005.
Ese mismo año apareció en la serie Missing donde interpretó al agente especial del FBI Darren Merritt y a Jared Hart.
En 2005 interpretó al entrenador Ryan Chisholm, quien mantiene una aventura con la patinadora Rose Wilsom (Camero Goodman) quien aparece muerta en el décimo episodio de la segunda temporada de la serie CSI: NY.
En 2006 apareció como invitado en la serie Las Vegas donde interpretó al doctor Derek Stephenson. Ese mismo año interpretó a Carl Silvers, el esposo de Pamela Silvers (Colleen McDermott) quien es asesinada por un pintor que confunde su amistad con coqueteo en la serie CSI: Miami.
En 2007 apareció como invitado en la serie Ghost Whisperer donde dio vida a Wyatt Jenkins, el cuñado de Randy Cooper (Chad Donella) a quien le ocasiona un ataque luego de encerrarlo en el sótano, luego de realizar el robo al banco en donde Cooper trabajaba y que ambos habían planeado.
En 2008 apareció en la película Meet Dave donde interpretó al teniente Zurdo.
El 4 de marzo del mismo año se unió al elenco principal de la exitosa serie Days of Our Lives donde interpretó al doctor Daniel James Jonas, el hijo de Maggie Horton (Suzanne Rogers), hasta el 12 de diciembre de 2016, después de que su personaje muriera luego de quedar atrapado en un accidente automovilístico ocasionado por el intoxicado Eric Brady.

## Filmografía

### Series de televisión
| Año       | Título                   | Personaje                      | Notas                                       |
| --------- | ------------------------ | ------------------------------ | ------------------------------------------- |
| 2017-2018 | Famous in Love           | Alan Mills                     | 6 episodios                                 |
| 2008-2016 | Days of Our Lives        | Dr. Daniel Jonas               | 1,433 episodios                             |
| 2010-2016 | Venice: The Series       | Brandon                        | 39 episodios                                |
| 2013      | Addicts Anonymous        | Christian Goldberg             | 2 episodios                                 |
| 2012      | Melissa & Joey           | Sam Davis                      | episodio "Pretty Big Liars"                 |
| 2007      | 12 Miles of Bad Road     | Jasper Case                    | episodio "Moonshadow"                       |
| 2007      | Shark                    | Kerry Conklin                  | episodio "Every Breath You Take"            |
| 2007      | Side Order of Life       | Jack Sager                     | episodio "Try to Remember"                  |
| 2007      | Ghost Whisperer          | Wyatt Jenkins                  | episodio "The Cradle Will Rock"             |
| 2006      | Runaway                  | Dr. Fisher                     | 3 episodios                                 |
| 2006      | Las Vegas                | Dr. Derek Stephenson           | 5 episodios                                 |
| 2006      | CSI: Miami               | Carl Silvers                   | episodio "Rio"                              |
| 2006      | Will & Grace             | Travis                         | episodio "Cowboys and Iranians"             |
| 2005      | CSI: NY                  | Ryan Chisholm                  | episodio "Jamalot"                          |
| 2005      | Hot Properties           | John                           | episodio "Chick Stuff"                      |
| 2005      | Boston Legal             | Tim Bauer                      | 3 episodios                                 |
| 2004-2005 | Summerland               | Johnny Durante                 | 26 episodios                                |
| 2004      | Missing                  | Darren Merritt / Jared Hart    | 2 episodios                                 |
| 2004      | The Shampoo Effect       | Hair Dresser                   | episodio "The Shampoo Effect"               |
| 2004      | 10-8: Officers on Duty   | Stephen James                  | episodio "Love Don't Love Nobody"           |
| 2003      | Coupling                 | Thad                           | episodio "Nipple Effect"                    |
| 2002-2003 | Becker                   | Kevin                          | 2 episodios                                 |
| 2002-2003 | Birds of Prey            | Wade Brixton                   | 8 episodios                                 |
| 2002      | One Life to Live         | Ross Rayburn                   | -                                           |
| 2002      | The Drew Carey Show      | Grant                          | episodio "The Dawn Patrol"                  |
| 2002      | Haunted                  | Det. Sykes                     | episodio "Nocturne"                         |
| 2002      | The Chronicle            | Dennis                         | episodio "Hot from the Oven"                |
| 2001      | Friends                  | Doctor Schiff                  | episodio "The One with Ross's Step Forward" |
| 2001      | Spin City                | Santa Claus                    | episodio "An Office and a Gentleman"        |
| 2001      | Crossing Jordan          | Adam Flynn                     | 3 episodios                                 |
| 2001      | C.S.I.                   | Patrick Haynes / Chad Matthews | episodio "Table Stakes"                     |
| 2000      | V.I.P.                   | Michael Ellins                 | episodio "Run, Val, Run"                    |
| 2000      | Time of Your Life        | Randall                        | episodio "The Time They Decided to Date"    |
| 1999-2000 | Pensacola: Wings of Gold | Dr. Lawrence Brandon           | 3 episodios                                 |
| 1999      | Beverly Hills, 90210     | Wayne                          | 5 episodios                                 |
| 1999      | Charmed                  | Josh                           | 3 episodios                                 |
| 1999      | Love Boat: The Next Wave | Nick                           | episodio "Three Stages of Love"             |
| 1998      | Step by Step             | Oficial Adams                  | episodio "And Justice for Some"             |
| 1998      | Wind on Water            | Val Poole                      | 4 episodios                                 |
| 1997      | Men Behaving Badly       | Fontanero                      | episodio "Special Delivery"                 |
| 1997      | Team Knight Rider        | Adam Galbreth                  | episodio "Inside Traitor"                   |
| 1997      | Malcolm & Eddie          | Trevor                         | episodio "Dream Racer"                      |
| 1997      | Ellen                    | Danny                          | episodio "Gay Yellow Pages"                 |
| 1997      | Pacific Palisades        | Quinn Ragowski                 | 3 episodios                                 |
| 1994-1997 | As the World Turns       | Mike Kasnoff                   | -                                           |

### Películas
| Año  | Título               | Personaje       | Notas |
| ---- | -------------------- | --------------- | --- |
| 2003 | Undercover Christmas | Jake Cunningham | |
| 2008 | Meet Dave            | Lt. Zurdo       | junto a Eddie Murphy, Gabrielle Union, Ed Helms, Elizabeth Banks, Mike O'Malley, Marc Blucas, Kevin Hart y Scott Caan |

### Director, escritor y productor
| Año  | Título             | Notas                                |
| ---- | ------------------ | ------------------------------------ |
| 2016 | Last Seen in Idaho | co-productor                         |
| 2013 | Addicts Anonymous  | 5 episodios - co-director y escritor |
| 2013 | Spanners           | productor ejecutivo                  |

## Premios y nominaciones
| Año  | Categoría         | Premio                  | Serie              | Resultado |
| ---- | ----------------- | ----------------------- | ------------------ | --------- |
| 1996 | Hottest Male Star | Soap Opera Digest Award | As the World Turns | Nominado  |